# Vadodara Challenger 1998
Il Vadodara Challenger 1998 è stato un torneo di tennis facente parte della categoria ATP Challenger Series nell'ambito dell'ATP Challenger Series 1998. Il torneo si è giocato a Vadodara in India dal 13 al 19 aprile 1998 su campi in erba.

## Vincitori

### Singolare
Peter Tramacchi ha battuto in finale  Antony Dupuis con il punteggio di 7–6, 6–7, 6–3

### Doppio
Myles Wakefield /  Wesley Whitehouse hanno battuto in finale  Maks Mirny /  Peter Tramacchi con il punteggio di 7–6, 7–6